# زبدین، ریف دمشق
زبدین (به عربی: زبدین) یک روستا در سوریه است که در استان ریف دمشق واقع شده‌است. زبدین ۷٬۰۰۳ نفر جمعیت دارد.